# Rantigny
Rantigny é uma comuna francesa na região administrativa de Altos da França, no departamento de Oise. Estende-se por uma área de 4,16 km². Em 2010 a comuna tinha 2 549 habitantes (densidade: 612,7 hab./km²).